# Bintanat

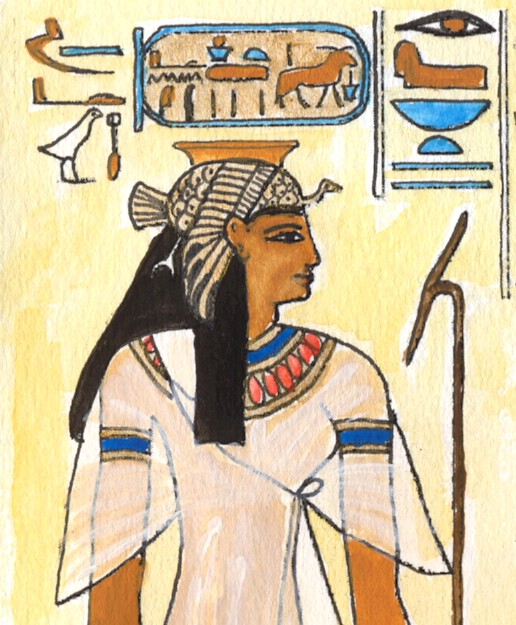
Bintanat. Abbildung in ihrem Grab im Tal der Königinnen

Bintanat, auch  Bint-Anat, Bint-Anat I., Bentanat bzw. Bentanath oder Bintanta, war die Tochter des Pharaos Ramses II. und seiner Hauptfrau Isisnofret.
Der Name Bintanat ist eindeutig asiatischer Herkunft und bedeutet: die Tochter der Göttin Anat. Da Anat eine asiatische Göttin ist, wird angenommen, dass Bintanats Mutter vermutlich aus dem syrischen Raum stammte. Im Jahr 1259 v. Chr. wurde Bintanat nach dem Tod der Nefertari zur Gattin ihres Vaters Ramses II. und zur Großen königlichen Gemahlin erhoben. Ihre gemeinsame Tochter, Bintanat II., wurde später die Hauptgemahlin seines Nachfolgers Merenptah. Im Tal der Königinnen wird ihr das Grab Nr. 71 (QV71) zugeordnet. Ihr Sarkophag ist heute im Ägyptischen Museum in Kairo ausgestellt.
Darstellungen von Bintanat finden sich sowohl im Tempel von Karnak, wo sie in kleiner Darstellung vor einer Kolossalstatue ihres Vaters erscheint, als auch auf der Fassade des Großen Tempels von Abu Simbel. Hier steht sie neben der südlichen Kolossalstatue und trägt den Titel „Königstochter Bintanat“.